# Josep Torras i Bages
Pour les articles homonymes, voir Torras.
Josep Torras i Bages, né le 12 septembre 1846 à Les Cabanyes (Alt Penedès) et mort le 7 février 1916 à Vic (Osona), est un penseur, écrivain et évêque catalan. Il est l'une des principales figures du catalanisme chrétien au début du XXe siècle.

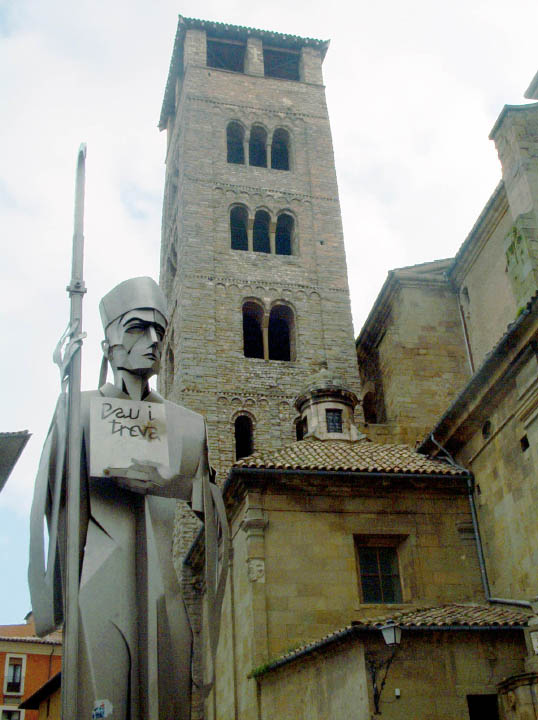
La cathédrale de Vic, où Josep Torras i Bages a passé la fin de sa vie.

## Biographie
Josep Torras critiqua fortement la laïcité prônée par le nationalisme militant de Enric Prat de la Riba (1870–1917). En 1892, il écrivit La tradició catalana, où il tentait de mettre en garde contre l'érosion des valeurs chrétiennes, et soulignait l'importance d'un nationalisme conservateur. Exaltant la vie rurale, la famille, la religion et l'amour de la langue catalane ; la terre et la langue prenaient presque une dimension mystique de son point de vue. Il était convaincu que la nation catalane se devait d'être chrétienne. Ses mots : "Catalunya serà cristiana o no serà" (la Catalogne sera chrétienne ou ne sera pas) sont gravés à la porte de l'abbaye de Montserrat.
Torras était très intéressé par l'étude du concept de seny, une vertu considérée comme un symbole catalan. Il encourageait d'autres auteurs comme Josep Abril i Virgili et Jaume Raventós à faire de même. Basé sur le bon sens et la sagesse, le concept de seny était perçu par Torras comme ayant émergé d'une vie rurale traditionnelle catalane caractérisée par la frugalité, le travail et la piété religieuse.
Après avoir analysé la laïcisation croissante de la société espagnole, Torras écrivit en 1888 le livre El clero en la vida social moderna. Dans ce livre il critiqua radicalement la position intégriste et réactionnaire de l'Église catholique en Espagne, et chercha au contraire à encourager le clergé espagnol à s'adapter à son époque et à se focaliser sur la modération et la discipline personnelle. Ce conseil resta cependant largement ignoré au moment de la publication.
En 1906, Torras refusa la promotion qui devait faire de lui l'archévêque de Burgos pour ne pas s'éloigner de la Catalogne.

## Œuvres
- Obres completes (1912 - 1927)
- El clero en la vida social moderna (1888)
- La tradició catalana (1892)